# Igreja Colegiada da Assunção da Bem-Aventurada Virgem Maria em Głogów
Igreja Colegiada Assunção da Bem-Aventurada Virgem Maria em Głogów - a igreja localizada na paróquia de Assunção da Bem-Aventurada Virgem Maria, Diocese de Zielona Góra e Gorzów. A igreja elewa-se acima do distrito mais antigo de Głogów - Ostrów Tumski. Atualmente está sendo reconstruído após a destruição da Segunda Guerra Mundial. É um dos templos mais antigos a igreja colegiada mais antiga da Silésia. Suas origens remontam aos primeiros da Dinasia Piasta.

## História
Pesquisas arqueológicas, realizadas na década de 1960 sob a supervisão do prof. Tadeusz Kozaczewski, revelou os restos de duas igrejas de pedra de nave única dentro da igreja colegiada, cuja construção está associada ao reinado de Boleslau II, O generoso (em polaco: Bolesław Szczodry) e Boleslau III da Polónia, O Boca Torcida (em polaco Bolesław Krzywousty) . Em 1120, a igreja foi elevada à categoria de igreja colegiada por ocasião da fundação do capítulo de cânones de Głogów pelo Principe Wojsław. Entre seus membros estava Jan de Głogów, astrônomo, teólogo e filósofo, professor de Nicolaus Copérnico.
Até 1262, foi construída uma basilica do estilo românico tardio com três corredores. Seus vestígios são visíveis até hoje nas paredes da igreja (incluindo semicolunas do arco-íris, janelas e detalhes no presbitério). Nos anos de 1413 a 1466, a igreja foi totalmente reconstruída em sua forma, a qual, com pequenas alterações, sobreviveu até hoje. Foi então construído um salão gótico de três naves com várias capelas. No século XVIII, o interior era barroco. A torre neo-gótica, com 75 m de altura, foi construída nos anos de 1838 a 1842, após o colapso da anterior. O seu topo é decorado com uma cruz dourada de 5 m de altura.
Como resultado da destruição da igreja colegiada durante a Segunda Guerra Mundial, há uma obra-prima de pintura de Łukasz Cranach, o Velho, de 1518, retratando Maria com a Criança, ou seja, Madonna Głogowska foi levada de Głogów em 1943 para Wrocław, depois para Henryków, Lądek-Zdrój, de onde em 1945 foi depositada pelo major Russo, Mosiev. Nos anos seguintes, a pintura foi considerado desaparecido. Só em 2003 é que se descobriu que esta obra estava na posse do Museu Pushkin em Moscovo.
Em uma cripta especialmente construída, dentro da igreja colegiada, pode-se admirar as relíquias de um templo românico do século XVII, talvez  do tempo da defesa de Głogów em 1109.

### Reconstrução
A reconstrução da colegiada começou em 1988 por iniciativa de padre prelado Ryszard Dobrołowicz, pároco da paróquia de Najświętszej Marii Panny Królowej Polski no bairro residencial Kopernik. No período inicial, os trabalhos eram efectuados maioritariamente com fundos próprios, recorrendo posteriormente a diversos subsídios e contribuições, nomeadamente da Fundação para a Cooperação Polaco-Alemã. A primeira missa desde a Segunda Guerra Mundial foi celebrada no último domingo de maio de 1999. A porta de bronze da igreja colegiada em Głogów foi feita por Czesław Dźwigaj.

### Renovação da Igreja Colegiada
A renovação está ainda realizada, até ao momento se realizaram várias obras de renovação, nomeadamente a reparação das paredes do presbitério, a disposição deste interior com pilares estilizados, vazaram-se as bases referentes ao piso original, a cripta românica foi estilizado para uma reserva arqueológica, são restauradosos afrescos nas capelas laterais e na abóbada.
Foram inseridos vitrais do projeto de Czesław Dźwigaj. Na capela-mor há três vitrais:
- central que mostra o tema da Anunciação e da Assunção da Bem-Aventurada Virgem Maria
- esquerda mostrando duas imagens de São Jerome
- certo - os fundadores da obra dos Trabalhadores Silenciosos da Cruz

À esquerda do presbitério, na Capela Mariana, os vitrais retratam imagens da Mãe de Deus dos santuários poloneses e na parede oriental do Bispo Wilhelm Pluta. As imagens de santos predominam nas restantes janelas.
Em 1º de julho de 2006, três novos sinos puderam ser ouvidos pela primeira vez. Florian, Barbara e Zofia recriaram um intervalo musical especialmente composto, Te Deum. Os sinos foram instalados a uma altura de cinquenta metros, onde termina o corpo quadrado da torre colegiada. Os sinos pesam aproximadamente: Florian: 1500 kg, Barbara: 1000 kg, Sophia: 750 kg. Cada sino toca um tom diferente: maior ES 'F médio' e menor G '.
Em 27 de setembro de 2020, por ocasião do 900º aniversário do Capítulo Colegiado, Dom Tadeusz Lityński restaurou o Capítulo Colegiado em Głogów.

## O Caminho de Santiago
Na colegiada, juntam-se duas etapas do percurso de peregrinação ao túmulo de São Tiago em Santiago de Compostela na Espanha: Grande Polônia (Wielkopolski) e Baixa Silésia (Śląski)
Ao lado da Igreja Colegiada, funciona o Centro de Pastoral do Doente. É cuidado pelos Silenciosos Operários da Cruz.